# Vehículo aéreo no tripulado de entrega

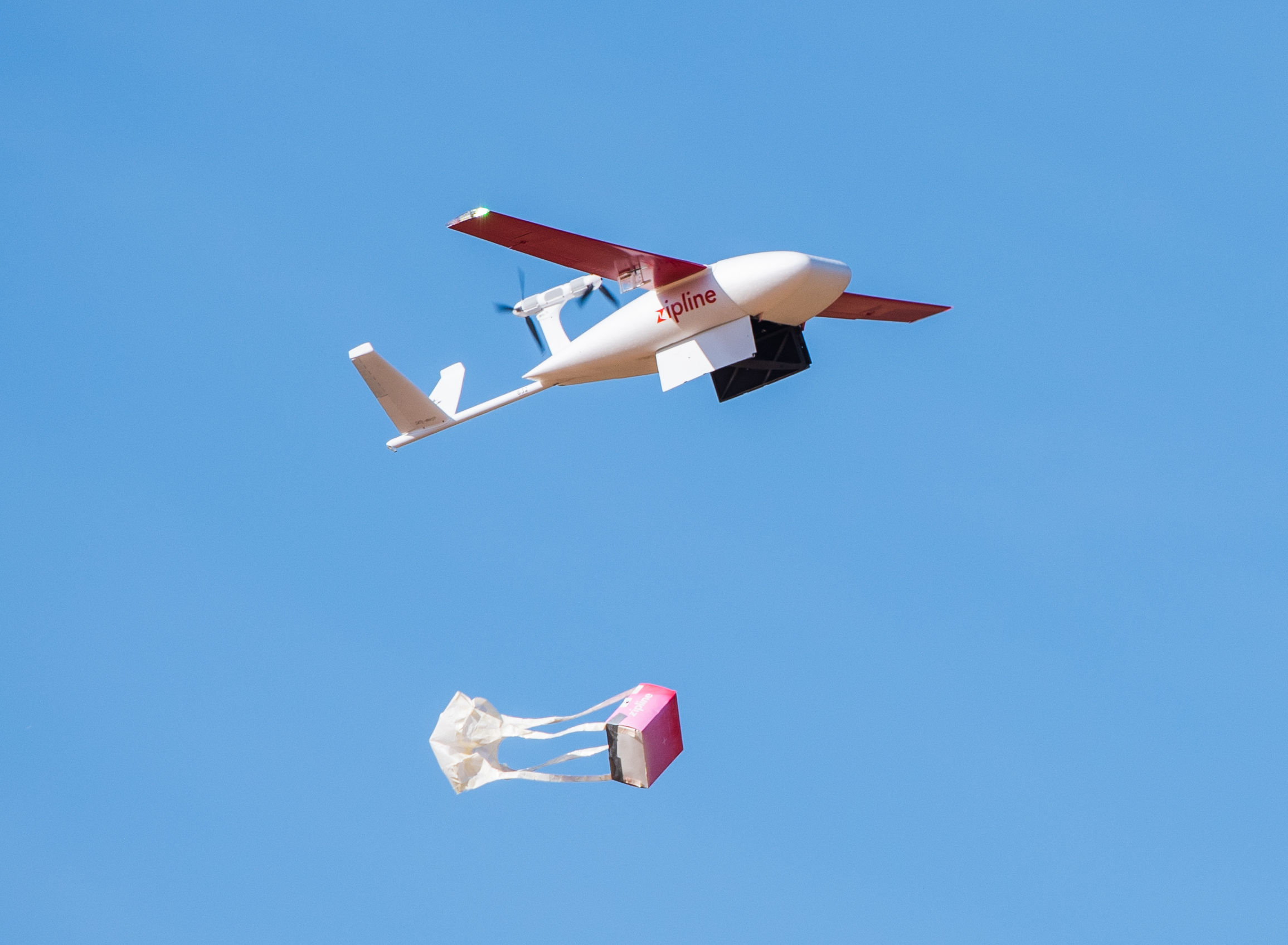
Un dron de Zipline diseñado para entregar suministros médicos y sangre.

Un vehículo aéreo no tripulado de entrega, conocido como dron de entrega, es un vehículo aéreo no tripulado (UAV, por sus siglas en inglés) diseñado para transportar artículos como paquetes, medicinas, alimentos, correos postales y otros bienes ligeros. Grandes corporaciones como Amazon, DHL y FedEx han comenzado a usar servicios de entrega con drones. Los drones se utilizaron eficazmente en la lucha contra la COVID-19, entregando millones de vacunas y suministros médicos en todo el mundo. Las entregas con drones son altamente eficientes, acelerando significativamente los tiempos de entrega y evitando los desafíos que pueden encontrar los vehículos de entrega tradicionales. Dado su potencial para salvar vidas, los casos de uso de suministros médicos se han convertido en el tipo de entrega con drones más probado, con ensayos y proyectos piloto en docenas de países como Australia, Canadá, Botsuana, Ghana, Uganda, el Reino Unido, y los Estados Unidos, entre otros.

## Aplicaciones

### Asistencia médica

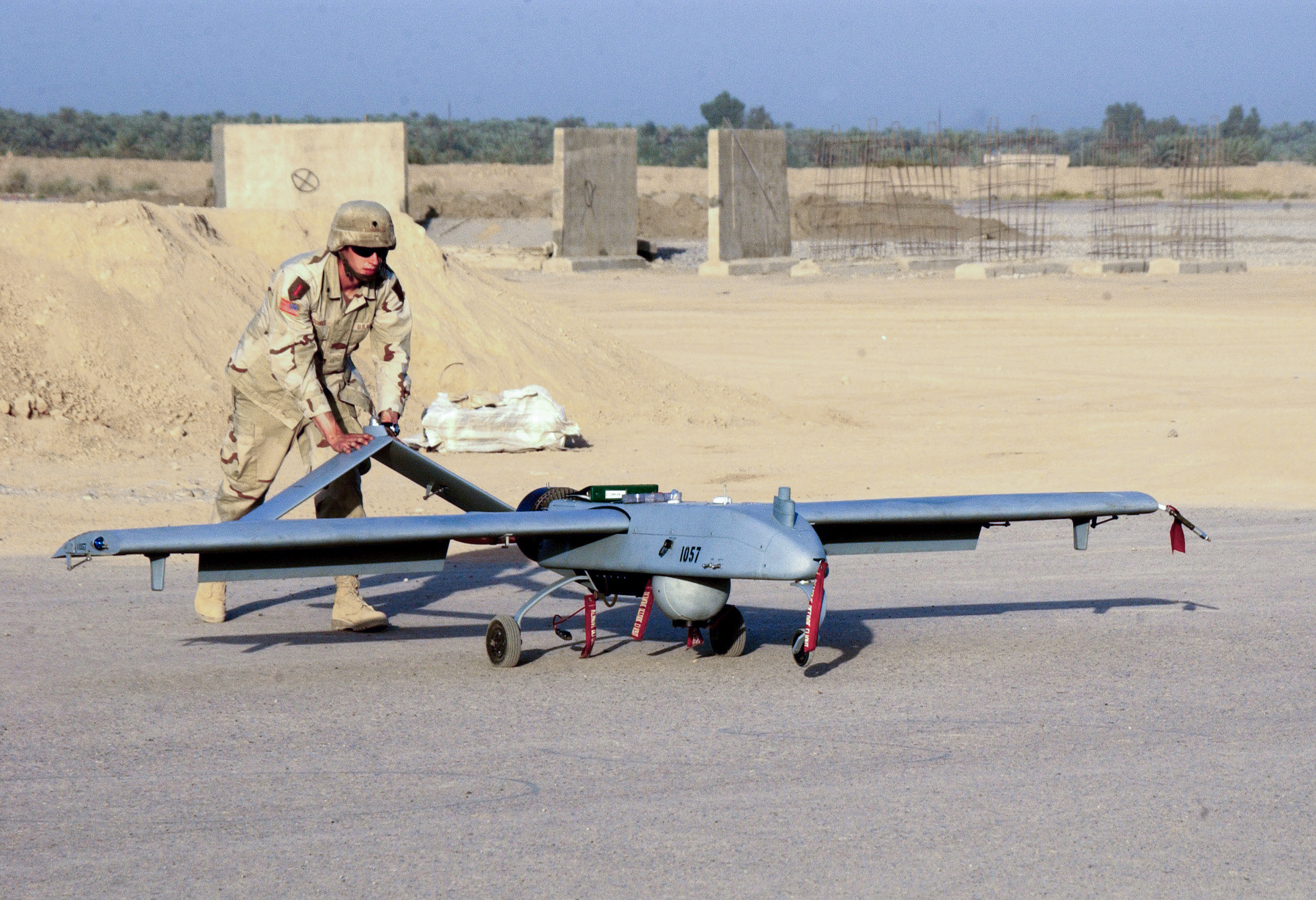
El RQ-7 Shadow es capaz de entregar un contenedor "Quick-MEDS" de 20 libras (9.1 kg) a las tropas de primera línea.

Los vehículos aéreos no tripulados pueden transportar medicinas, vacunas y recuperar muestras médicas dentro y fuera de áreas remotas o inaccesibles de otra manera.   Los "UAV ambulancia" entregan rápidamente desfibriladores durante los minutos cruciales después del paro cardíaco e incluyen comunicación a través de video, permitiendo a los paramédicos observar e instruir desde lejos a las personas en el lugar sobre cómo usar los desfibriladores.

### Alimentos

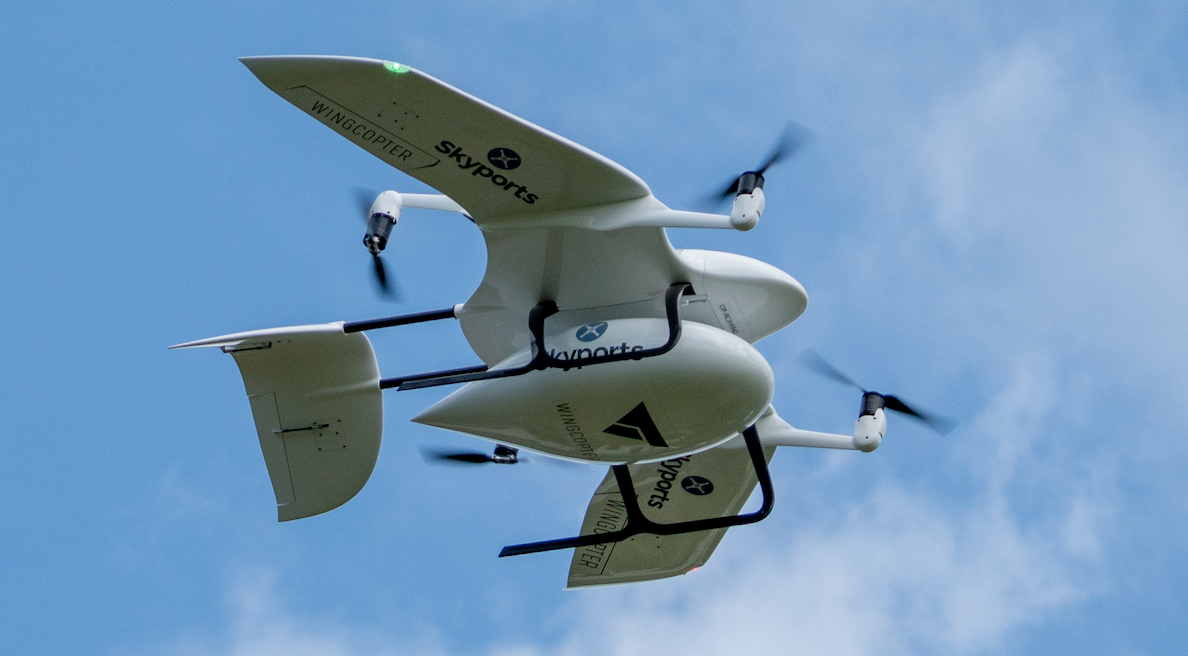
Un dron de Wingcopter entregando kits de prueba de COVID-19 en Escocia.

El Tacocopter es un concepto de entrega de tacos, utilizando una aplicación de teléfono inteligente para ordenar tacos a un vehículo aéreo no tripulado de entrega en el área de San Francisco. Fue creado por el graduado del MIT, Star Simpson y su sitio web fue puesto en línea en julio de 2011, atrayendo la atención del público y los medios de comunicación. Se reveló que no existía tal sistema de entrega ni aplicación, por lo que se le etiquetó como un engaño.
Una franquicia británica independiente de Domino’s Pizza probó con un vehículo aéreo no tripulado a control remoto para la entrega de pizzas, llamado DomiCopter. Fue desarrollado en conjunto por Aerosight, Big Communications y la agencia creativa T+ Biscuits. Un video fue lanzado en junio de 2013.

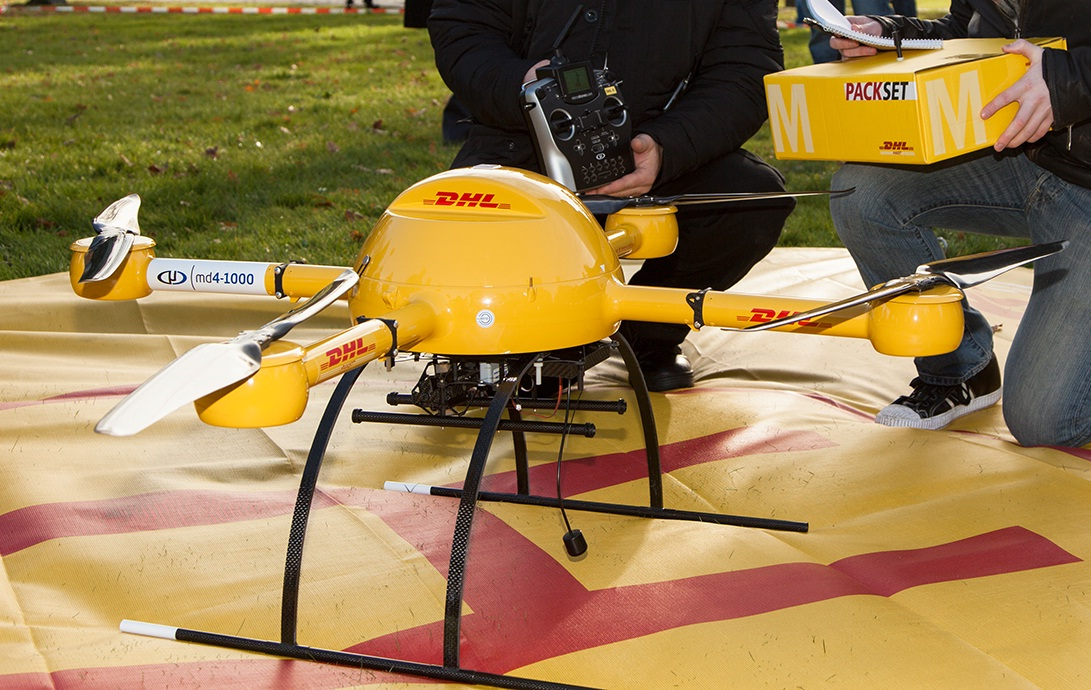
En diciembre de 2013, el servicio de paquetería de DHL, subsidiaria de Deutsche Post AG, probó un "microdrones md4-1000" para la entrega de medicamentos.

### Envío por correo
Varias compañías postales de Australia, Suiza, Alemania, Singapur y el Reino Unido han llevado a cabo diversas pruebas con drones mientras evalúan la viabilidad y rentabilidad de los servicios de entrega no tripulados. El Servicio Postal de los Estados Unidos (USPS) ha estado probando sistemas de entrega con el potencial de integrarlos en sus servicios de correo. El servicio postal busca recopilar información de operadores y desarrolladores de UAS para posiblemente proporcionarles el equipo y las aeronaves necesarios.
En las Islas Orcadas, los drones han pasado por un período de prueba en un intento por servir a comunidades más remotas en el Reino Unido. Las comunidades afectadas podrían beneficiarse de tiempos de entrega reducidos, ya que los métodos actuales de entrega por ferry suelen verse afectados por el clima.
El servicio postal griego ELTA ha llegado a un acuerdo con la compañía de carga de drones Dronamics para el uso de drones en la entrega de correo. El objetivo deseado de este acuerdo es la entrega el mismo día para todos los usuarios, así como hacer que los servicios postales sean más accesibles y a un precio más bajo en Grecia.

### Entrega al por menor
Google, Amazon, 7-Eleven y Walmart han realizado pruebas utilizando drones para entregar mercancías. Google opera en fase de prueba en Australia, mientras que Amazon, Walmart y 7-Eleven han estado pilotando programas de entrega con drones en Estados Unidos. Se espera que estas aplicaciones ayuden a disminuir el impacto ambiental de la industria de mercancías. La investigación muestra que el uso de drones para la entrega de paquetes pequeños puede reducir significativamente las emisiones de carbono en comparación con los camiones de entrega tradicionales. Un estudio del Laboratorio Nacional Lawrence Livermore destacó que la entrega de un paquete pequeño con drones podría resultar en aproximadamente 0.42 kg de emisiones de gases de efecto invernadero por paquete en California, una reducción del 54% en comparación con las entregas en camión, que emiten alrededor de 1 kg de gases de efecto invernadero por paquete. La mejora varía según la región debido a la intensidad de carbono de las redes eléctricas locales utilizadas para cargar los drones. El estudio menciona a Misuri como un ejemplo de un estado donde la red eléctrica no es tan eficiente como la de California. En términos de eficiencia y resiliencia, las entregas con drones mejoran la resiliencia de la cadena de suministro. Los drones se han utilizado de manera efectiva para mantener las cadenas de suministro y limitar el contacto físico, como se vio durante la COVID-19. Los drones pueden entregar suministros médicos y otros bienes esenciales. En Virginia, por ejemplo, se descubrió que las entregas con drones podrían reducir el uso anual de carreteras en hasta 294 millones de millas y disminuir significativamente las emisiones de carbono.
La entrega con drones proporciona una gran solución para la gestión de inventarios en el comercio minorista. Al utilizar drones para entregas frecuentes y a pequeña escala, los minoristas pueden minimizar su dependencia de grandes envíos desde centros de distribución. Este cambio permite a los minoristas mantener niveles óptimos de inventario, reduciendo efectivamente los costos de almacenamiento y los riesgos asociados con el exceso de inventario o la falta de existencias. Además, los drones permiten una reposición rápida del inventario en los puntos de venta, asegurando una disponibilidad constante de productos para los clientes. Este enfoque ágil de gestión de inventarios no solo mejora la eficiencia operativa, sino que también permite a los minoristas responder de manera más efectiva a las demandas fluctuantes de los clientes, lo que en última instancia conduce a un aumento de las ventas y una mayor satisfacción del cliente.

### Reabastecimiento de buques
La línea naviera Maersk y el Puerto de Róterdam han experimentado con el uso de drones para reabastecer barcos en alta mar en lugar de enviar barcos más pequeños.
En el ámbito de la logística marítima, la integración de sistemas aéreos no tripulados (UAS), particularmente drones de despegue y aterrizaje vertical automatizado (VTOL), presenta una oportunidad transformadora. Estos drones ofrecen varias ventajas, incluidos ahorros de costos, eficiencia operativa y sostenibilidad ambiental. Los ahorros de costos son un beneficio significativo, ya que las flotas de aeronaves VTOL UAS menos costosas para el reabastecimiento marítimo pueden reducir notablemente los costos para las empresas de transporte comercial y energía. Además, la eficiencia operativa se mejora, ya que los drones minimizan el tiempo de inactividad y garantizan entregas rápidas a ubicaciones en alta mar. Desde un punto de vista ambiental, las aeronaves VTOL UAS funcionan con electricidad, produciendo cero emisiones, ofreciendo así una alternativa más limpia y sostenible a los métodos de entrega tradicionales.
Skyports Drone Services se ha asociado con Thome Group y Wilhelmsen Ships Agency para comenzar a utilizar drones como método de transporte. Skyports Drone Services aporta sus avances de la industria de la Movilidad Aérea Avanzada (AAM) para disminuir los tiempos de entrega y los daños ambientales en la cadena de suministro marítimo alrededor de Singapur.

### Reabastecimiento militar
El Cuerpo de Marines ha estado investigando el uso de drones TRUAS o Sistemas de Aeronaves No Tripuladas de Reabastecimiento Táctico para el reabastecimiento militar básico. Los drones podrán proporcionar un reabastecimiento mucho más rápido en áreas más peligrosas en comparación con los métodos tradicionales. Los drones TRAUS planeados para ser utilizados por el Cuerpo de Marines volarán automáticamente hacia el destino programado con la capacidad de transportar 150 libras sobre un rango de 9 millas.
El Centro de Aviones de la División de Guerra Aérea Naval (NAWCAD) ha sido fundamental en el desarrollo del UAS Logístico Marítimo de Aguas Azules, un dron diseñado para el transporte de carga de larga distancia entre barcos navales y desde barcos hasta la costa. Este dron está diseñado para cumplir con requisitos militares específicos, incluida la capacidad de operar en entornos desafiantes como aguas abiertas y vientos fuertes. Puede transportar carga esencial y repuestos de hasta 20 libras a distancias de aproximadamente 25 millas sin necesidad de reabastecerse. En el futuro, la Armada planea integrar más completamente estas capacidades de drones en las operaciones de la flota. Esta integración incluye probar y refinar las capacidades de los drones a través de más pruebas y demostraciones en escenarios variados. El objetivo es solidificar el papel de los drones en la mejora del apoyo logístico de las operaciones navales, asegurando al mismo tiempo la seguridad y eficiencia de estos sistemas.
El 11 de abril de 2023, el Departamento de Defensa de EE. UU. anunció que iba a contribuir con 8 millones de dólares para 21 nuevos drones de entrega. Estos nuevos drones se llaman TRV-150C. El TRV-150C puede entregar alimentos, agua, municiones, armas y suministros médicos. Un beneficio adicional del TRV-150C es su tamaño pequeño que permite que solo una persona lleve el UAV en un estuche especial. El TRV-150C aún está en producción y debería estar terminado para 2025.

### Agricultura
Las perspectivas de la tecnología de drones de entrega en la agricultura se realizaron inicialmente en Japón en 1986 para abordar la escasez de arroz.
Originalmente, los drones entraron en la escena agrícola para aplicaciones no pulverizadoras. Esto incluía la recopilación de datos sobre cultivos y condiciones del campo para aumentar la rentabilidad dentro de la producción de cultivos.
Los drones de entrega tienen múltiples aplicaciones en el sector agrícola hoy en día. Los usos incluyen monitoreo de equipos de riego, salud del suelo, control de plagas, pulverización de fertilizantes y recolección de ganado. Los drones capturan información valiosa que incluye características del suelo, ubicación de drenajes, niveles de estrés nutricional de los cultivos, emergencia de cultivos o recuento de plantas, especies de malezas y nivel de infestación, y detección de insectos y enfermedades.
Los beneficios de los drones en la agricultura para aumentar los rendimientos de los cultivos, reducir costos y mejorar la eficiencia están siendo reconocidos especialmente considerando los crecientes desafíos para la agricultura planteados por el cambio climático. Aunque las regulaciones y el uso varían, Estados Unidos, China, Francia, Alemania, Australia y Nueva Zelanda se encuentran entre los países que están incorporando cada vez más y con éxito UAVs en su infraestructura agrícola. Obstáculos regulatorios y financieros se atribuyen como razones para el uso limitado de drones agrícolas en África y las regiones de América del Sur.
Hoy en día, los sistemas de información geográfica y software especializado se utilizan además de tractores o cosechadoras en tierra. Se han creado programas para guiar a los drones mientras vuelan sobre el campo. Los drones se utilizan de diversas formas que benefician el crecimiento agrícola. Los drones pueden ser programados para detectar variaciones en el número de plantas, salud, altura y otras estadísticas. También se utilizan drones para aplicar pesticidas en áreas de cultivo específicas que lo necesitan.

## Regulación
En febrero de 2014, el primer ministro y el ministro de asuntos de gabinete de los Emiratos Árabes Unidos (EAU) anunciaron que los EAU planeaban lanzar una flota de UAVs para fines civiles. Los planes eran que los UAVs utilizaran sistemas de reconocimiento de huellas dactilares y oculares para entregar documentos oficiales como pasaportes, tarjetas de identificación y licencias, y suministrar servicios de emergencia en accidentes. Un prototipo de UAV de cuatro rotores alimentado por batería, de aproximadamente medio metro de diámetro, fue exhibido en Dubái.
En Estados Unidos, los intentos iniciales de uso comercial de UAVs fueron bloqueados por regulaciones de la FAA, pero luego se permitieron. En junio de 2014, la FAA publicó un documento que enumeraba actividades no permitidas bajo sus regulaciones, incluido el uso comercial, que la organización afirmaba incluía "entregar paquetes a personas por una tarifa" o ofrecidos como parte de una "compra u otra oferta". La agencia emitió exenciones a muchas organizaciones para usos comerciales menos restrictivos, pero cada una tenía que solicitar individualmente. En agosto de 2016, la FAA adoptó las reglas de la Parte 107 que permitían el uso comercial limitado por derecho propio. La operación de drones bajo estas reglas está restringida a la línea de visión del piloto y no se permite sobre personas, lo que implica que muchas aplicaciones como la entrega a áreas pobladas aún requieren una exención. También requieren que los UAV pesen menos de 55 libras (25 kg), vuelen hasta un máximo de 400 pies (120 m), a una velocidad de no más de 100 millas por hora (160 km/h), solo se operen durante el día, y que los operadores de drones también deben calificar para obtener certificados de vuelo y tener al menos 16 años de edad. En 2019, la FAA comenzó a certificar compañías de entrega de drones bajo las reglas convencionales de aerolíneas chárter de la Parte 135, con algunas adaptaciones para drones (como que el manual del piloto no necesitaba estar a bordo). En preparación para volúmenes más altos de tráfico de drones, la FAA finalizó la regulación de Identificación Remota en diciembre de 2020, dando a los fabricantes 18 meses y a los operadores 30 meses para cumplir con el requisito de transmisiones de autoidentificación fuera de áreas designadas. Al mismo tiempo, la FAA agregó una regla de Operaciones sobre Personas y de Noche a la Parte 107. Las operaciones nocturnas requieren luces anticolisión y entrenamiento adicional para los pilotos. Para vuelos sobre personas o vehículos en movimiento, los drones se clasifican en cuatro categorías dependiendo de la capacidad de causar lesiones a las personas, siendo la categoría menos restringida la que tiene un certificado de aeronavegabilidad completo de la Parte 21.

## Experimentos tempranos
El concepto de entrega con drones entró en el ámbito público con Amazon Prime Air, el anuncio de diciembre de 2013 del fundador de Amazon.com, Jeff Bezos, de que Amazon estaba planeando la entrega rápida de productos comerciales livianos utilizando UAVs. El comunicado de prensa de Amazon fue recibido con escepticismo, con obstáculos percibidos que incluían la aprobación regulatoria federal y estatal, la seguridad pública, la confiabilidad, la privacidad individual, la capacitación y certificación del operador, la seguridad (hacking), el robo de carga y desafíos logísticos.
En diciembre de 2013, en un proyecto de investigación de la filial de Deutsche Post AG, DHL, se entregó una cantidad de medicamentos de menos de un kilogramo a través de un prototipo del "Parcelcopter" de Microdrones, lo que generó especulaciones de que la ayuda en caso de desastre podría ser la primera industria en utilizar la tecnología.
En agosto de 2014, Google reveló que había estado probando UAVs en Australia durante dos años. El programa Google X conocido como "Project Wing" anunció el objetivo de producir drones que puedan entregar productos vendidos a través del comercio electrónico.
En febrero de 2015, el proveedor de comercio electrónico con sede en Hangzhou, Ali Baba, comenzó el servicio de entrega con drones en asociación con Shanghái YTO Express, en el que entregó té a 450 clientes en ciudades seleccionadas de China.
En 2015, una startup israelí, Flytrex, se asoció con AHA, el mayor sitio web de comercio electrónico de Islandia, y juntos iniciaron una ruta de entrega con drones que demostró reducir el tiempo de entrega de 30 minutos a menos de 5 minutos.
En marzo de 2016, Flirtey realizó la primera entrega con drones totalmente autónoma aprobada por la FAA en un entorno urbano en Estados Unidos.
Una asociación entre 7-Eleven y Flirtey resultó en la primera entrega aprobada por la FAA a una residencia en Estados Unidos en julio de 2016, entregando un Slurpee congelado. Al mes siguiente, la compañía se asoció con Domino's en Nueva Zelanda para lanzar el primer servicio comercial de entrega con drones.
En China, JD.com ha estado desarrollando capacidades de entrega con drones. A partir de junio de 2017, JD.com tenía siete tipos diferentes de drones de entrega en pruebas en cuatro provincias de China (Beijing, Sichuan, Shaanxi y Jiangsu). Los drones son capaces de entregar paquetes con un peso entre 5 y 30 kg (11 a 66 libras) mientras vuelan a una velocidad de hasta 100 km/h (62 mph). Los drones vuelan a lo largo de rutas fijas desde almacenes hasta plataformas de aterrizaje especiales donde uno de los 300,000 contratistas locales de JD.com entrega los paquetes a las puertas de los clientes en los pueblos rurales. El gigante del comercio electrónico también está trabajando en un dron de entrega de 1 tonelada métrica (1,000 kg) que se probará en Shaanxi.
En enero de 2018, Boeing presentó un prototipo de un dron de carga para cargas de hasta 500 libras (227 kg), una plataforma de pruebas de vuelo eléctrica que completó pruebas de vuelo en el centro de investigación y tecnología de Boeing en Misuri.

## Sistemas comerciales

#### Zipline
Zipline es la red de entrega con drones más grande del mundo, que entrega suministros médicos a hospitales a través de drones automatizados. Los drones de Zipline están compuestos por tres componentes principales: un chasis de espuma, alas y una unidad de batería. Tienen dos motores para mantener el vuelo del dron con un compartimento de carga para sostener los bienes, hasta que sean lanzados en paracaídas hasta el sitio de entrega.
En 2016, Zipline comenzó su asociación con el gobierno de Ruanda para construir y operar un centro de distribución médica en Muhanga. Ruanda tiene una geografía montañosa, malas condiciones de carretera y una larga temporada de lluvias, lo que hace que un sistema de entrega aérea sea más eficiente en costos y oportuno que las entregas tradicionales basadas en carreteras. Hasta mayo de 2018, habían entregado más de 7,000 unidades de sangre utilizando drones. Para octubre de 2020, Zipline había realizado más de 70,000 entregas médicas por dron y había expandido operaciones en Ruanda y Ghana.

#### Wing

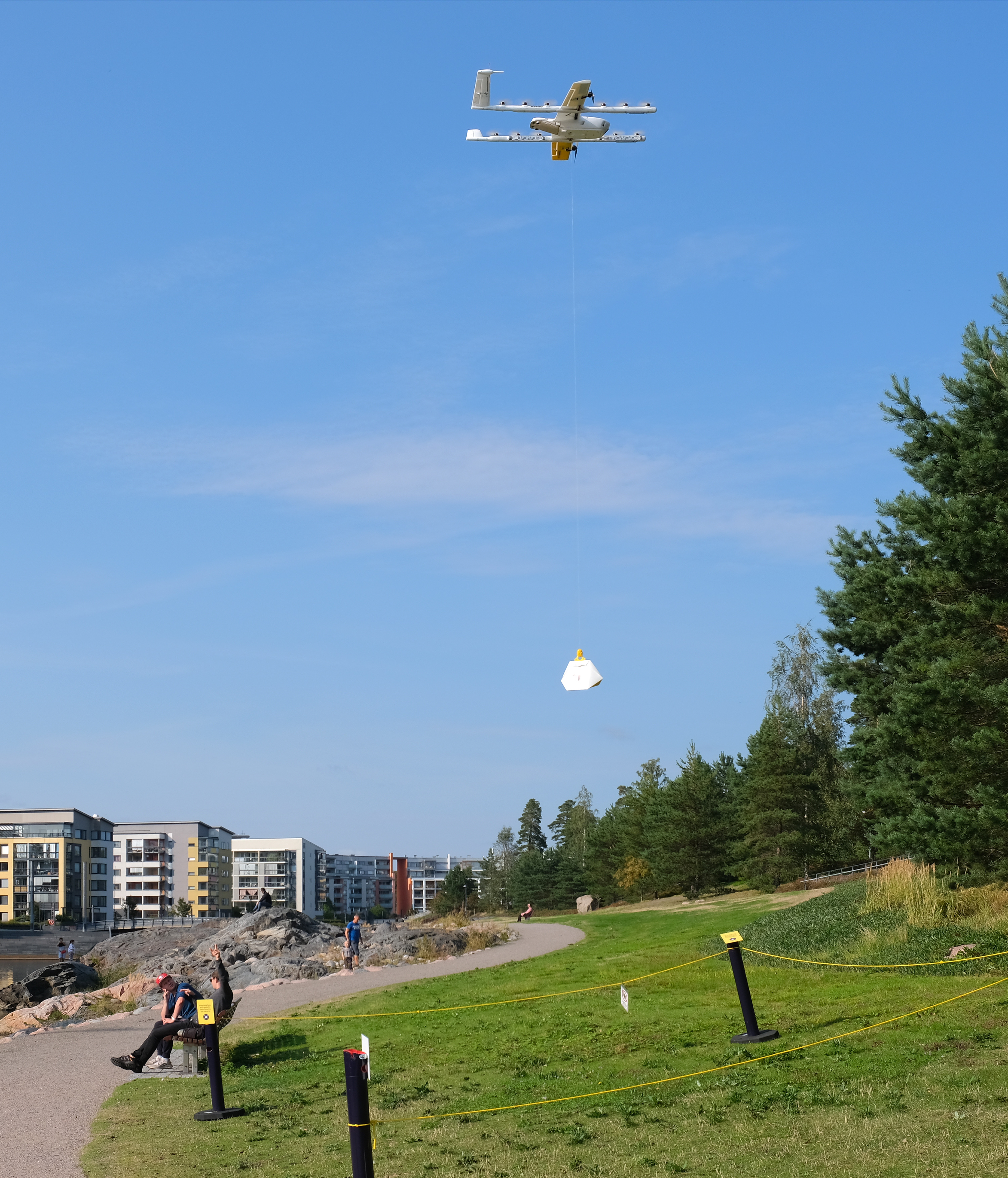
El avión de ala de la empresa Wing entregando mercancías en Vuosaari, Helsinki.

Wing, una compañía incubada por Google X, comenzó entregas comerciales en Christiansburg, Virginia, en octubre de 2019. Lleva paquetes de hasta tres libras, utilizando un cable para el último descenso. A partir de abril de 2020, los remitentes se limitaban a FedEx, Walgreens, Sugar Magnolia, Mockingbird Café y Brugh Coffee. Wing había obtenido un certificado de transportista aéreo Parte 135 de la FAA en abril de 2019, que le permitía cobrar por transportar carga de terceros y operar fuera de la línea de visión del piloto.

#### DHL
DHL, pionero en la entrega con drones, se asoció con el fabricante de UAV Microdrones en diciembre de 2013. Este programa piloto tuvo lugar en la ciudad de Bonn y entregó productos farmacéuticos a empleados en la sede de DHL en Alemania. Este proyecto llevó al Parcelcopter de DHL, que fue probado en 2014 con un proyecto piloto entre la isla del Mar del Norte de Juist y el continente. El Parcelcopter podía transportar hasta 1.2 kg de medicamentos a través del mar en una distancia de aproximadamente 12 km en 15 a 25 minutos. Esto demostró a DHL que la entrega con drones era factible, pero la compañía cesó las operaciones del Parcelcopter en agosto de 2021.

#### UPS
UPS, hasta mayo de 2020, ha realizado más de 3,700 entregas con drones bajo las reglas de la Parte 107 a WakeMed Hospital en Raleigh, Carolina del Norte. En mayo de 2020, UPS comenzó a recibir recetas a través del dron Matternet M2 bajo las reglas de la Parte 107, aproximadamente a media milla de un CVS hasta un lugar central en The Villages, Florida, desde donde un empleado de UPS realiza la entrega a domicilio en carrito de golf. En 2020, UPS también comenzó entregas con drones entre el campus central del Centro Médico Baptista Wake Forest en Winston-Salem y las otras ubicaciones del sistema de salud. Otro servicio de entrega comenzó para UC San Diego Health.

#### Amazon Prime Air
Amazon Prime Air anunció por primera vez sus intenciones de lanzar un servicio de entrega con drones en 2013 con el anuncio de su prototipo "octocóptero". Las entregas se realizan en un plazo de 30 minutos sin operación humana, utilizando drones que transportan cargas de cinco libras o menos. Amazon ofrece actualmente este servicio en dos ubicaciones en Estados Unidos, incluyendo College Station, Texas, y Lockeford, California. Prime Air entrega de forma segura paquetes de Amazon dentro de estas áreas a los clientes en menos de una hora.

#### Manna
Manna, fundada en 2019, opera una flota de drones de entrega en Irlanda. Manna fue la primera compañía en Europa en recibir una licencia europea para operar entregas comerciales con drones. Su dron lleva 3.5 kg con ~30,000 cm³. Con asociaciones comerciales con Tesco, Unilever, Coca-Cola, Samsung y vendedores locales de farmacias, comida para llevar, café, pasteles, libros y ferreterías, Manna ha completado más de 100,000 vuelos de entrega hasta marzo de 2022.

#### Swoop Aero
Swoop Aero ha estado operando comercialmente durante más de 4 años y, hasta este punto, ha desarrollado una red que entrega suministros de salud a algunas de las ubicaciones más inaccesibles, como los distritos de Nsanje y Chikwawa en el sur de Malawi, ayudando a más de 650,000 personas. En total, la compañía sirve a más de 4.5 millones de personas en 6 continentes, con la esperanza de alcanzar mil millones para el año 2030. Durante la pandemia de COVID-19, fueron reconocidos como la primera compañía en el mundo en pilotar de forma remota drones utilizados comercialmente desde otro país.
Los drones de Swoop son capaces de completar viajes de ida y vuelta de alrededor de 260 kilómetros y pueden transportar un peso máximo de 18 kg, lo que equivale a 10 kits de prueba o hasta 50 viales de sangre. Los drones tienen una envergadura de 2.4 metros (casi 8 pies) y deben volar por debajo de los 122 metros (aproximadamente 400 pies) para asegurarse de que no colisionen con aeronaves tripuladas.

## Investigación
La tecnología de drones continúa avanzando gracias a los diversos esfuerzos de investigación científica que se están llevando a cabo. El mercado global de drones comerciales fue valorado en alrededor de $8 mil millones en 2022 y se proyecta alcanzar los $47 mil millones para 2030. Las mejoras en los drones incluyen avances en vuelo autónomo, materiales compuestos, baterías de próxima generación, tiempos de vuelo extendidos y capacidades de carga útil. A medida que la tecnología avanza aún más, los drones se integrarán con inteligencia artificial y aprendizaje automático. El futuro de la entrega con drones es prometedor en diferentes aplicaciones de entrega con drones.

## Entregas ilegales
Los cárteles de la droga han utilizado UAVs para transportar contrabando, a veces utilizando UAVs guiados por GPS.
Entre 2013 y 2015, se observó que los UAVs entregaban artículos en prisiones en al menos cuatro ocasiones en Estados Unidos, mientras que ocurrieron cuatro incidentes similares pero separados en Irlanda, Gran Bretaña, Australia y Canadá. Aunque no es una forma popular de contrabando de artículos en las prisiones, los funcionarios correccionales afirman que algunas personas están comenzando a experimentar con UAVs.
En noviembre de 2013, cuatro personas en Morgan, Georgia, fueron arrestadas por presuntamente intentar introducir contrabando en la Prisión Estatal de Calhoun con un hexacóptero.
En junio de 2014, un cuadricóptero se estrelló en el patio de ejercicios de la Prisión de Wheatfield, Dublín. El cuadricóptero chocó con cables diseñados para evitar que los helicópteros aterricen para ayudar en las fugas, lo que causó que se estrellara. Un paquete que contenía drogas colgaba del cuadricóptero y fue incautado por los prisioneros antes de que el personal de la prisión pudiera llegar a él.
Entre 2014 y 2015, en dos prisiones de Carolina del Sur, se volaron artículos como drogas y teléfonos celulares al área con UAVs sin que las autoridades y una prisión supieran cuántas entregas se estaban realizando con éxito en la instalación antes de llamar la atención de las autoridades.

## Legislación
En Estados Unidos, los primeros intentos del uso comercial de vehículos aéreos no tripulados para la entrega de alimentos, como los efectuados por la empresa Tacocopter, fueron bloqueados por el reglamento de la Administración Federal de Aviación.  Desde 2014, no está permitida la entrega de paquetes con vehículos aéreos no tripulados en Estados Unidos.  El 13 de marzo de 2015, FPS Distribution realizó en Sheffield la primera entrega comercial utilizando un UAV.

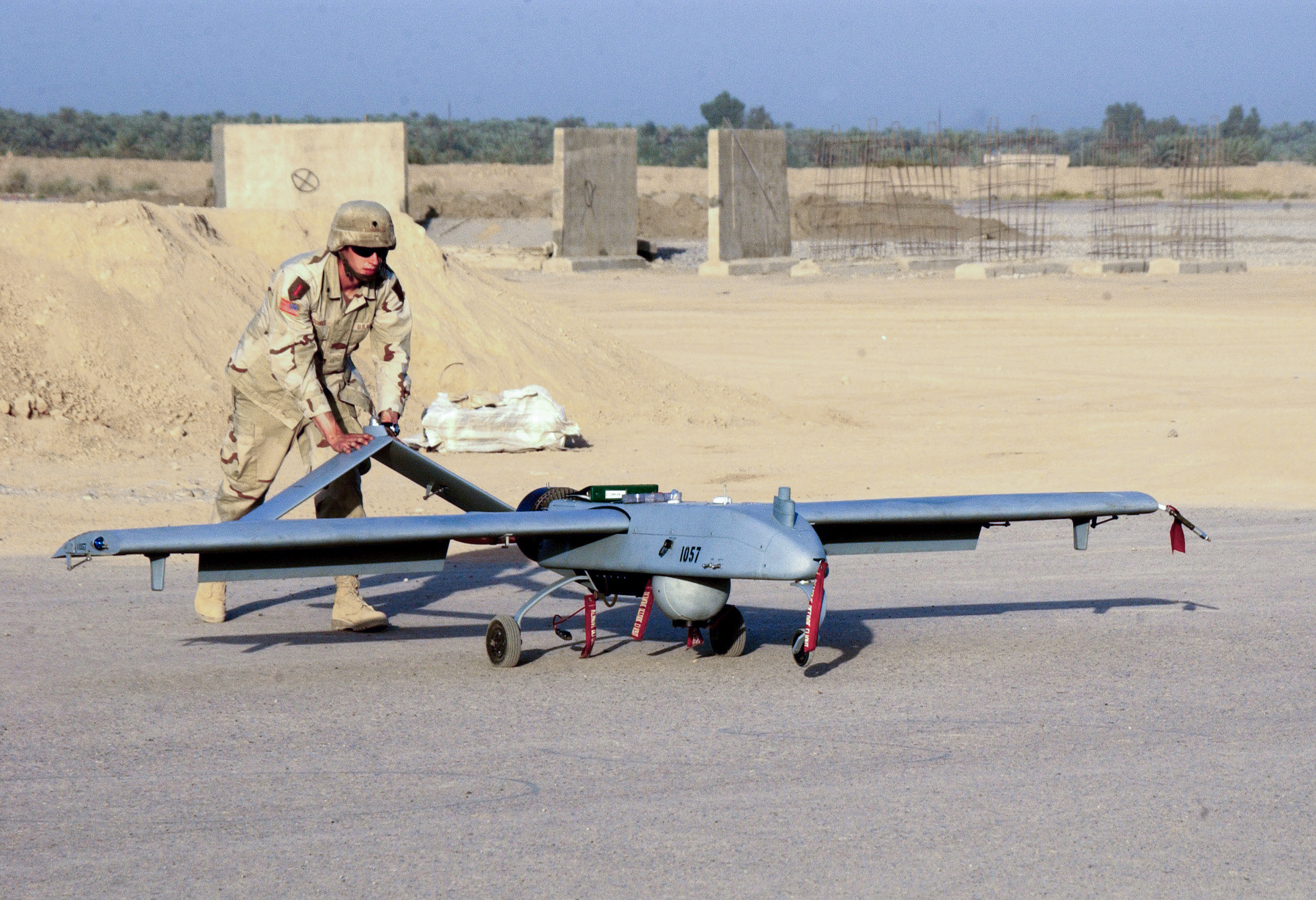
El RQ-7 Shadow es capaz de entregar 9 kilogramos de "Quick-MEDS" a las tropas en frentes de guerra.

## Contrabando

### Tráfico de drogas
Cárteles de droga han utilizado vehículos aéreos no tripulados para el contrabando, algunas veces equipados con GPS.

### Contrabando en prisiones
Entre 2013 y 2015, se observaron vehículos aéreos no tripulados entregando artículos en prisiones, en cuatro ocasiones al menos en los Estados Unidos, mientras que otros cuatro incidentes similares también ocurrieron en Irlanda, Inglaterra, Australia y Canadá. Aunque no es una forma común de realizar contrabando en prisiones, los funcionarios afirman que algunas personas comienzan a experimentar con vehículos aéreos no tripulados.
En noviembre de 2013, cuatro personas fueron arrestadas en Morgan, Georgia, cuatro personas las huíver intentar presuntamente introducir contrabando a la prisión estatal de Calhoun con un helicóptero a control remoto de seis rotores. Los sospechosos fueron encontrados con “probablemente una o dos libras de tabaco enrollado”.
En 2014, un quadcopter se estrelló en un patio de recreo  de la prisión Wheatfield en Dublín. Este chocó con cables diseñados para prevenir el aterrizaje de helicópteros que intentan favorecer las fugas, lo que ocasionó que se estrellara. Un paquete que contenía drogas y que colgaba del quadcopter fue recogido por los presos antes de que el personal de la prisión pudiera hacerlo.  El quadcopter dañado fue entregado a la Garda Síochána.
Entre 2014 y 2015, algunos artículos como drogas y teléfonos móviles fueron llevados al área de dos prisiones de Carolina del Sur por medio de vehículos aéreos no tripulados sin que las autoridades supieran cuántos fueron realizados con éxito, antes de que le prestaran atención.

## Tecnología

### Configuración de la aeronave
La configuración de diseño de un dron de entrega suele estar definida por el caso de uso de lo que se va a entregar y dónde debe ser entregado.
Una configuración común es un multirrotor, como un cuadricóptero u octocóptero, que es un dron con hélices alineadas horizontalmente. Otra configuración común es un diseño de ala fija. Un diseño de multirrotor proporciona potencia para levantar el dron y la carga útil, redundancia para fallas en el tren de potencia y la capacidad de suspenderse en el aire y descender verticalmente (VTOL). Sin embargo, una configuración de multirrotor es menos eficiente y produce más ruido. Una configuración de ala fija proporciona un aumento de un orden de magnitud en el rango, vuelo a velocidades del aire más altas y produce menos ruido, pero requiere más espacio para despegue, entrega y aterrizaje.
También existen enfoques híbridos (por ejemplo, Wingcopter o Swoop Aero) que utilizan varios rotores horizontales para despegue y aterrizaje, y rotores verticales combinados con un ala fija para el vuelo hacia adelante.

### Autopiloto
Hay muchos sensores en el dron que son necesarios para que vuele de forma autónoma. Los sensores inerciales, como un acelerómetro, ayudan al dron a mantenerse en vuelo proporcionando datos que permiten al piloto automático ajustar las velocidades de los motores (configuración de multirrotor) o las deflexiones de las superficies de control (configuración de ala fija) para dirigir el dron. Los sensores de navegación, como un GPS o sensores magnéticos, ayudan al dron a volar a lo largo de un camino específico o hacia un punto de referencia específico midiendo la ubicación y orientación del dron con respecto a la tierra. Los sensores de flujo de aire permiten al dron medir la velocidad del aire, la temperatura y la densidad, y esa información mantiene un control seguro de la aeronave. El dron también puede usar estos sensores para estimar la velocidad y dirección del viento para ayudar con la entrega de paquetes o maniobras de aterrizaje.
Además de estos sensores, los drones modernos a menudo incorporan una variedad de tecnologías adicionales de vanguardia para mejorar su efectividad en el aire. Entre los sensores basados en visión necesarios para la evasión de obstáculos, el seguimiento del terreno y la toma de fotos de alta resolución para el mapeo y la vigilancia se encuentran cámaras y LiDAR (Light Detection and Ranging). Los drones pueden volar de manera segura a través de espacios confinados gracias a estos sensores, que procesan volúmenes masivos de datos para crear mapas tridimensionales en tiempo real del entorno.
Los sistemas de comunicación también desempeñan un papel crucial en el funcionamiento de los drones autónomos. Estos sistemas permiten que el dron se comunique con un controlador, otros drones o un servidor central para coordinación y control. Esto es esencial para aplicaciones como la gestión de flotas en servicios de entrega o agricultura de precisión, donde múltiples drones operan simultáneamente. Al integrar estos diferentes sistemas, los drones son capaces de realizar una amplia gama de tareas de forma autónoma, desde simples fotografías aéreas hasta misiones complejas y coordinadas que involucran múltiples aeronaves. Esta fusión de sensores, junto con algoritmos avanzados para el procesamiento y la toma de decisiones, permite que los drones operen con alta eficiencia y precisión en una variedad de condiciones y aplicaciones.

### Tren de potencia
Los drones de entrega necesitan motores potentes para mantener tanto al dron como a la carga estables. Los motores de corriente continua sin escobillas se utilizan más comúnmente en los drones porque se han vuelto económicos, ligeros, potentes y pequeños. Las palas de las hélices del dron giran a velocidades muy altas, por lo que el material óptimo utilizado para estas palas de rotor maximiza la relación resistencia-peso. Algunas están hechas de compuestos de refuerzo de fibra de carbono, mientras que otras están hechas de termoplásticos porque son más baratas, por lo que el costo de reemplazo cuando el dron se estrella es menor. Las baterías de iones de litio se utilizan en la mayoría de los drones porque ofrecen suficiente energía y potencia, y son relativamente ligeras para no pesar demasiado el dron.

### Sistema de control en tierra
Los drones de entrega dependen en gran medida de los sistemas de control en tierra tanto para garantizar operaciones seguras como para apoyar sus operaciones comerciales. Este operador de UAV permite la comunicación y el control sobre el dron y sus cargas útiles. Esto se puede completar configurando parámetros para operaciones autónomas o permitiendo el control directo del UAV. En términos de seguridad, el operador del dron necesita gestionar su flota de aeronaves y cómo se integran en el espacio aéreo más amplio. Para casos de uso comerciales, los sistemas terrestres permiten recibir y rastrear pedidos.

### Sistemas de recuperación con paracaídas
Para el cumplimiento normativo en numerosos países, las empresas de entrega de drones integran sistemas de recuperación con paracaídas. Los sistemas de recuperación con paracaídas pueden ser no guiados y guiados. Las empresas de entrega de drones que incorporan esta tecnología les permiten volar en operaciones más complejas, como sobre personas. Las empresas de entrega de drones comprarán el servicio de integración y los sistemas de recuperación con paracaídas a fabricantes específicos.

## Otros ejemplos
- Matternet es una compañía startup de Silicon Valley, que se encuentra desarrollando pequeños vehículos aéreos no tripulados para la entrega de productos ligeros. Tuvo sus orígenes en 2011, en la universidad de la Singularidad, que se encuentra en el Centro de Investigación Ames de la NASA, en Moffett Field, California.[16][17][18] Su solución para el transporte consiste en pequeños vehículos aéreos no tripulados capaces de transportar productos de máximo un kilogramo a distancias de hasta veinte kilómetros con una carga de batería.[19] Los UAV están conectados a un software en la nube, que añade datos sobre el clima, terreno y espacio aéreo, además de que crea rutas aéreas geo-cercadas  para un vuelo seguro. El sistema es controlado mediante una aplicación de teléfono inteligente. Se ha informado que Matternet está desarrollando estaciones de aterrizaje automáticas, donde los UAV pueden cambiar sus baterías para aumentar su alcance.[20] Han anunciado un lanzamiento público del primer vehículo aéreo no tripulado para transporte en el primer trimestre de 2015.[21] En su página web se informa que Matternet está creando “el 'Apple II' de la industria de vehículos aéreos no tripulados: el vehículo aéreo personal más fácil de usar,  deseable y seguro que se haya probado”[22][23]
- Amazon Prime Air - Jeff Bezos, fundador de Amazon.com, anunció en diciembre de 2013 que Amazon estaba planeado la entrega rápida de productos comerciales ligeros, utilizando vehículos aéreos no tripulados, lo cual fue recibido con escepticismo y algunos obstáculos, tales como la aprobación de regulaciones federales y estatales, seguridad pública, fiabilidad, privacidad individual, entrenamiento y certificación de operadores, seguridad (hackeo), robo de carga y algunos desafíos de logística.[24] En julio de 2014, se reveló que Amazon estaba trabajando en su octavo y noveno prototipo, de los cuales algunos podían volar hasta 80 kilómetros por hora y llevar paquetes de dos kilogramos, además habían solicitado a la Administración Federal de Aviación que los probaran.[25]
- Google reveló en agosto de 2014 que habían estado probando vehículos aéreos no tripulados en Australia durante dos años. El programa de Google X, conocido como "Proyecto Wing", tiene como objetivo producir vehículos aéreos no tripulados que puedan entregar no solo productos vendidos vía internet sino que también productos más grandes.[26]
- En diciembre de 2013, en un proyecto de investigación de Post AG, subsidiaria de DHL, un sub-kilogramo de medicina fue entregado a través del prototipo de un microdron o “parcelcopter”, aumentando la especulación de que durante un desastre, será el primer lugar en donde la compañía utilizará esta tecnología.[27][28]
- Parcelcopter de DHL - ya en uso en Alemania.[29]
- En febrero de 2014, el primer ministro y el Gabinete de Asuntos del Ministerio de los Emiratos Árabes Unidos (EAU) anunciaron que planeaban lanzar una flota de vehículos aéreos no tripulados con fines civiles.[30] Los planes son que los UAV cuenten con sistemas de reconocimiento de huella y de ojo para entregar documentos oficiales, tales como pasaportes, identificaciones y licencias, además de brindar servicios de emergencia en accidentes. Un prototipo de baterías y cuatro rotores de medio metro fue puesto en marcha en Dubái.[31][32]